# Jüdischer Friedhof (Schleusingen)

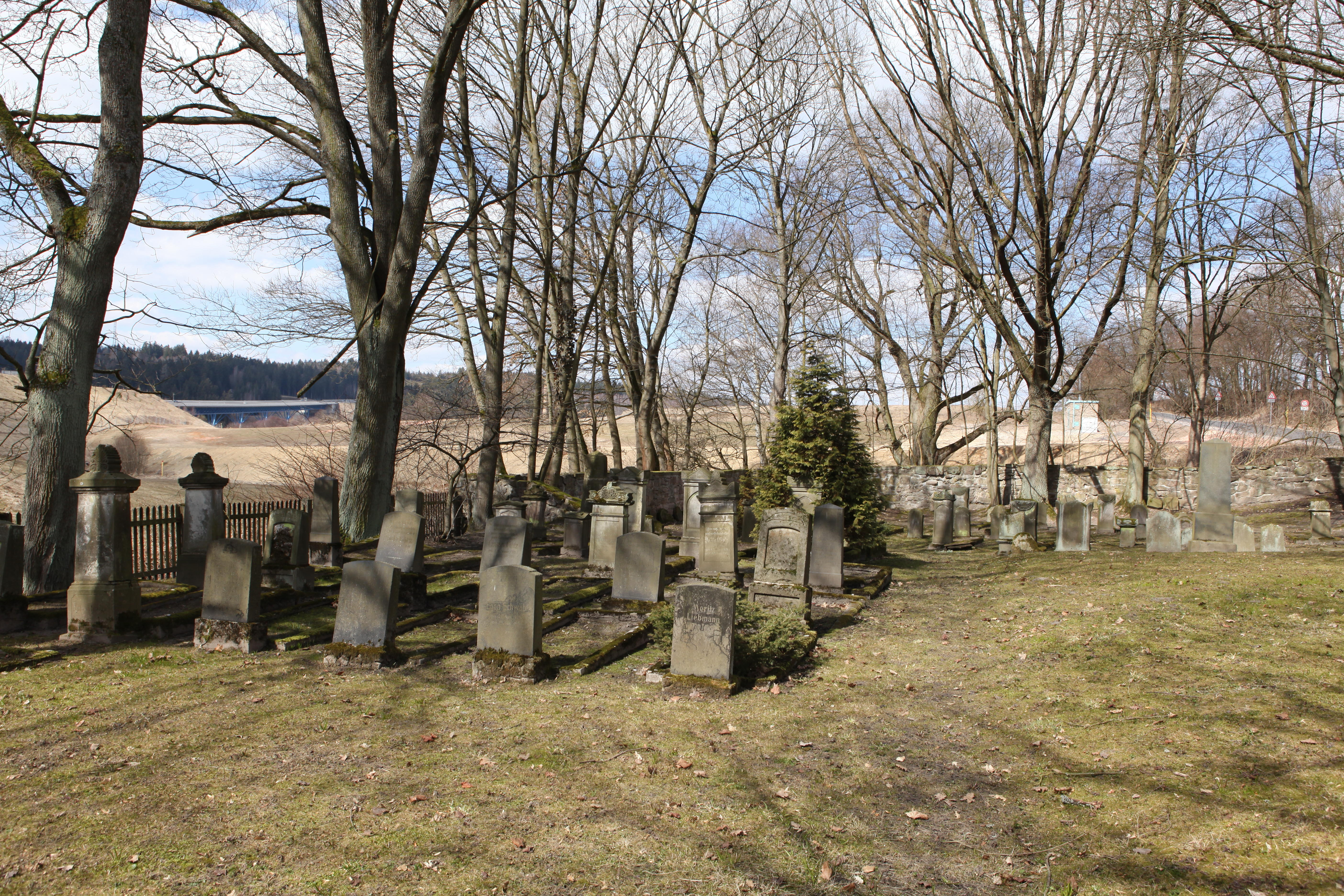
Friedhof

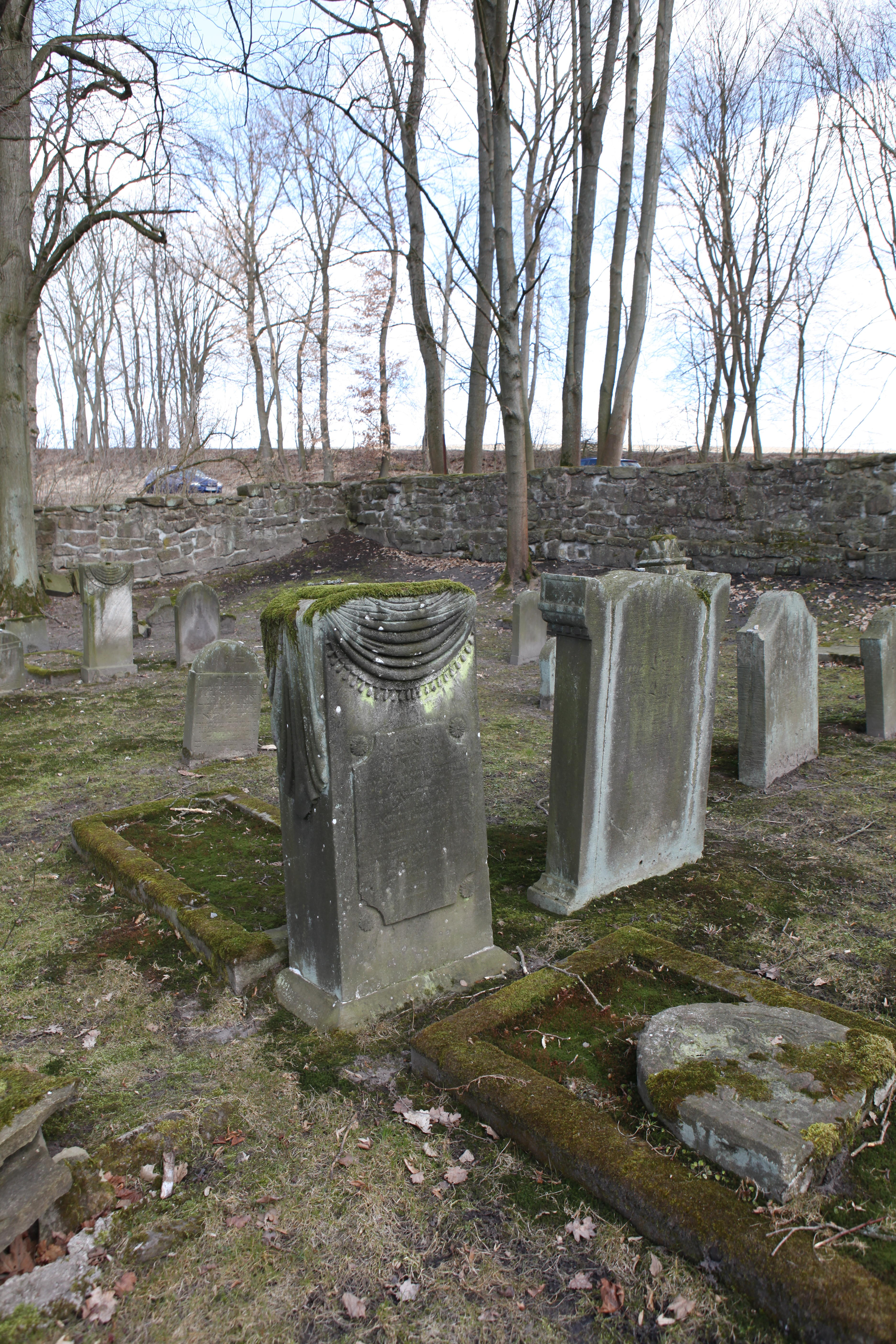
Grabsteine

Der Jüdische Friedhof Schleusingen liegt in der thüringischen Stadt Schleusingen im Landkreis Hildburghausen.

## Geschichte
Im Jahr 1704 durften sich Juden in Schleusingen niederlassen. 1828 hatte der Ort 39 jüdische Einwohner, 1871 waren es 89 Gemeindemitglieder und 1932 noch 31 Personen. Die letzten jüdischen Einwohner wurden 1942 deportiert. Den jüdischen Friedhof legte die Gemeinde 1710 an. Der Friedhof wurde mehrfach geschändet, in der Zeit des Nationalsozialismus schwer beschädigt und nach 1945 teilweise wieder hergerichtet. Die letzte Beisetzung fand im Jahr 1937 mit Nathan Frankenberg statt, der im Alter von 49 Jahren nach Folterungen im Schleusinger Gefängnis starb.

## Lage und Charakterisierung
Der Friedhof liegt etwa ein Kilometer nördlich vom Schleusinger Stadtzentrum in der Flur Im Judengrund an der Straße Am Sättel, die nach St. Kilian führt. Auf einer Fläche von 13 Ar sind noch 108 Grabsteine (Mazewa) vorhanden, die in zwei Feldern stehen. Im nördlichen Teil sind die älteren Grabsteine, sie stammen teilweise aus dem ersten Drittel des 19. Jahrhunderts, im südlichen Teil befinden sich die jüngsten.